# Col·lecció Labadie
La Col·lecció Labadie a la Universitat de Michigan a la ciutat d'Ann Arbor és una de les col·leccions més antigues i completes d'història radical: documents, llibres, manuscrits, correspondència, parafernàlia, pamflets, cartells… Des de 2007 se n'ha començat la digitalització.
Reuneix material únic que documenta el passat i moviments de protesta social contemporanis. A més de l'anarquisme i els moviments obrers, temes que van ser el seu focus original, la col·lecció avui és particularment forta en temes com les llibertats civils (amb èmfasi en les minories racials), el socialisme, el comunisme, el colonialisme i l'imperialisme, la història laboral nord-americana fins als anys 1930, Treballadors Industrials del Món, la guerra civil espanyola, la llibertat sexual, l'alliberament de les dones, l'alliberament gai…

## Història
La base de l'arxiu va ser la col·lecció de l'anarquista Joseph Labadie (1850-1933) que amb la seva esposa va recollir documents i llibres, hi ha comprès també els seus propis escrits, sobre moviments socials des de l'any 1870 fins a la seva mort. Va rebre proposicions d'altres organismes, però va preferir donar-la a la Universitat de Michigan com va escriure a una carta a John R. Commons de la Universitat de Wisconsin per explicar la seva decisió: «[la meva col·lecció] ha d'anar cap allà on més fa falta: una cavernícola reaccionària i conservadora com Michigan, a més de ser positivament grollera en algunes coses…»
En el primer temps el fons va ser dipositat en un racó perdut sense gaire cura o inventari arxivístic. Cercadors hi tenien accés sense control i probablement alguns documents van desaparèixer. Des de 1924 l'anarquista Agnes Inglis (1909-1952), una amiga de Labadie es va interessar per al fons, que va trobar encara embolicat en les capses de cartó amb els quals Labadie l'havia enviat a Michigan. Com a voluntària va començar a inventariar-les i de mica en mica se'n va fer l'obra de sa vida, no només per a conservar, sinó per a eixamplar i continuar l'obra de Labadie. Inglis va crear un catàleg de cartes ple de referències i notes biogràfiques i històriques sobre els individus, grups i esdeveniments dels moviments radicals. Quan Inglis va morir amb 82 anys el 1952, la col·lecció s'havia multiplicat per vint. Tot i això, el cap de la biblioteca, Warner Rice, no en va tenir cura i no va nomenar cap successor i la col·lecció va ser descurada i destrossada. El 1960, finalment, un nou conservador Edward Weber va parar l'hemorràgia, salvar i continuar l'obra d'Inglis. Va obrir-la als moviments emancipadors nous: pacifisme, alliberament gai, feminisme, ecologia… Gràcies a la feina d'Inglis i de Weber, la col·lecció ha continuat, i amb mètodes nous, continua creixent. Ha esdevingut l'arxiu més consultat de la Llibreria de les Col·leccions Especials de la universitat.
La conservadora actual n'és Julie Herrada.

## El fons
El 2016 l'arxiu contenia unes 15.000 revistes, 60.000 llibres monogràfics, 40.000 pamflets, 2100 cartells, i a més fotos, manuscrits, cartes, enregistraments d'àudio i vídeo, pins, …